# Tiszaroff
Tiszaroff è un comune dell'Ungheria di 1.624 abitanti (dati 2010). È situato nella contea di Jász-Nagykun-Szolnok.